# 桑嶋忠純
桑嶋 忠純（くわしま ただずみ）は、江戸時代の御家人。

## 略歴
桑嶋忠久の次男として生まれるが、兄忠陳の実子の忠真が幼かったため、兄の養子となる。
宝永7年（1710年）4月19日に徳川家宣に初めて謁見し、享保元年（1716年）12月7日に江戸城の馬医見習いとなる。元文3年（1738年）5月4日、兄忠陳の死と共に家督を継ぎ馬医となる。
寛延2年（1749年）2月20日没。享年70。